# Aliabad-e Chah-e Bolagh
Aliabad-e Chah-e Bolagh (em persa: علي ابادچاه بلاغ, também romanizada como ‘Alīābād-e Chāh-e Bolāgh; também conhecida como ‘Alīābād) é uma aldeia do distrito rural de Faragheh, no condado de Abarkuh, na província de Yazd, Irã.